# Ctenoplusia orbifer
Agrapha orbifer là một loài bướm đêm trong họ Noctuidae.